# The Daily Grind
The Daily Grind – trzeci, długogrający album punkrockowego zespołu No Use for a Name. Wydany został 31 maja 1993 roku nakładem wytwórni Fat Wreck Chords. Jest to pierwsze nagranie, które ukazało się nakładem tejże wytwórni.

## Lista utworów
1. "Until It's Gone" – 3:50
2. "Old What's His Name" – 2:18
3. "Permanent Rust" – 2:31
4. "Biomag" – 1:30
5. "Countdown" – 3:52
6. "Hazardous to Yourself" – 3:05
7. "The Daily Grind" – 2:23
8. "Feeding the Fire" – 2:27

## Twórcy
- Tony Sly - gitara, wokal
- Steve Papoutsis - gitara basowa, wokal, produkcja, inżynieria dźwięku
- Rory Koff - perkusja
- Nick Rubenstein - gitara
- Stan Ballard - inżynieria dźwięku, wokal
- Donald Cameron - produkcja muzyczna
- Pat Coughlin - produkcja muzyczna, inżynieria dźwięku
- Fat Mike - wokal, produkcja muzyczna
- Ken Lee - mastering
- Chris McCaw - fotografie
- Nick Rubenstein - dyrektor artystyczny